# Ian Richardson
Pour les articles homonymes, voir Richardson.
Ian William Richardson, né le 7 avril 1934 à Édimbourg (Écosse) et mort le 9 février 2007 à Londres (Angleterre), est un acteur britannique.

## Biographie
Ian Richardson rejoint la Royal Shakespeare Company en 1960. 
Ian Richardson a d'abord interprété Sherlock Holmes dans deux longs-métrages tournés en 1983 : 
- Le Signe des Quatre (The Sign of Four), où c'est l'acteur David Healy qui interprète Watson.
- Le Chien des Baskerville (The Hound of the Baskervilles), où c'est l'acteur Donald Churchill qui interprète Watson.

À la fin des années 1970, il joue dans une publicité pour Grey Poupon, publicité devenue iconique pour son slogan prononcé par l'acteur "Would you have any Grey Poupon?".
Dans les années 1990, il joue Francis Urquhart dans la mini-série Château de cartes qui inspirera la série House of Cards (2013).
En 2000, Ian Richardson se frotte à nouveau à l'univers du célèbre détective dans une série produite par la BBC : Les Mystères du véritable Sherlock Holmes (Murder Rooms).
Dans laquelle il n'interprète pas Sherlock Holmes mais le Dr Joseph Bell qui, au côté d'Arthur Conan Doyle, devra résoudre des enquêtes policières. 
Les Mystères du véritable Sherlock Holmes comprend cinq épisodes tournés entre 2000 et 2001 : Les sombres origines de Sherlock Holmes, Le fantôme de Southsea, L'empreinte du Photographe, L'empire des os et La stratégie de la vengeance.
Dans l'ouvrage Les Nombreuses vies de Sherlock Holmes, Xavier Mauméjean et André-François Ruaud  jugent que Murder Rooms « figure parmi les meilleurs exemples du niveau d'exigence plastique et scénaristique que peuvent atteindre les séries télé policières britanniques actuelles ».
Ian Richardson meurt d'une crise cardiaque à l'âge de 72 ans, à son domicile, sans que cela soit la conséquence apparente d'une maladie,. 

## Filmographie partielle

### Cinéma
- 1967 :  Marat-Sade de Peter Brook : Jean-Paul Marat
- 1972 : L'Homme de la Manche (Man of La Mancha) d'Arthur Hiller : le père
- 1985 : Brazil de Terry Gilliam : M. Warrenn
- 1987 : Le Quatrième Protocole (The Fourth Protocol) de John Mackenzie : Sir Nigel Irvine
- 1987 : Cry Freedom de Richard Attenborough : le procureur d'État
- 1988 : Burning Secret d'Andrew Birkin : Mr Tuchman
- 1990 : Rosencrantz et Guildenstern sont morts (Rosencrantz & Guildenstern Are Dead) de Tom Stoppard : Polonius
- 1992 : Year of the Comet de Peter Yates : Sir Mason Harwood
- 1993 : M. Butterfly de David Cronenberg : Ambassadeur Toulon
- 1997 : B.A.P.S. de Robert Townsend : Manley
- 1997 : Incognito de John Badham : Turley
- 1998 : Dark City de Alex Proyas : M. Book
- 1998 : Le Roi et moi (The King and I) de Richard Rich : Le Kralahome (voix)
- 2001 : Les 102 Dalmatiens (102 Dalmatians) de Kevin Lima : M. Torte
- 2001 : From Hell de Albert et Allen Hughes : Inspecteur de police Sir Charles Warren
- 2005 : Joyeux Noël de Christian Carion : L'évêque
- 2006 : Désaccord parfait d'Antoine de Caunes : Lord Evelyn Gaylord
- 2007 : Jane (Becoming Jane) de Julian Jarrold : Le juge Langlois

### Télévision
- 1979 : Tinker Tailor Soldier Spy (mini-série) de John Irvin: Bill Haydon
- 1983 : Le signe des 4 (The Sign of Four) (téléfilm) : Sherlock Holmes
- 1983 : Le Chien des Baskerville (The Hound of the Baskervilles) (téléfilm) de Douglas Hickox : Sherlock Holmes
- 1984 : L'Amour en héritage (mini-série) de Douglas Hickox / Kevin Connor : Adrien Avigdor
- 1986 : Mountbatten, the last Viceroy de Tom Clegg : Nehru
- 1990 : House of Cards (mini-série) d'Andrew Davies : Francis Urquhart
- 1993 : To Play the King (mini-série) de Paul Seed : Francis Urquhart
- 1995 : The Final Cut (mini-série) de Mike Vardy : Francis Urquhart
- 1998 : Le Chevalier hors du temps (téléfilm) de Roger Young : Merlin
- 2000 : Les Mystères du véritable Sherlock Holmes (mini-série) : Dr. Joseph Bell
- 2002 : Strange (série télévisée) : Canon Adolphus Black
- 2004 : Miss Marple (série télévisée) : Conway Jefferson (1 épisode : Un cadavre dans la bibliothèque)
- 2004 : Imperium : Nerone de Paul Marcus - Septimus

## Distinctions

### Récompenses
- BAFTA TV Awards 1991 : Meilleur acteur pour House of Cards
- 1989 : Commandeur de l'Ordre de l'Empire britannique[1]

### Nominations
- BAFTA TV Awards 1993 : Meilleur acteur pour An Ungentlemanly Act
- BAFTA TV Awards 1994 : Meilleur acteur pour To Play The King
- BAFTA TV Awards 1996 : Meilleur acteur pour The Final Cut